# Xynobius christenseni
Xynobius christenseni är en stekelart som först beskrevs av Papp 1982.  Xynobius christenseni ingår i släktet Xynobius och familjen bracksteklar. Inga underarter finns listade i Catalogue of Life.